# Senecio tinctolobus
Senecio tinctolobus là một loài thực vật có hoa trong họ Cúc. Loài này được I.M.Johnst. miêu tả khoa học đầu tiên năm 1929.